# Hesperocyoninae
Hesperocyoninae is een uitgestorven onderfamilie van de Canidae (hondachtigen). De groep bestond van het Laat-Eoceen tot het Midden-Mioceen. Hesperocyon is waarschijnlijk het primitiefste geslacht van de groep. De groep was behoorlijk veelzijdig. Zij telde 10 genera en 26 soorten. Alle leefden in Noord-Amerika. De vroegste genera, zoals Hesperocyon, leken nog het meest op civetkatten.

## Onderverdeling
Hesperocyoninae
- †Cynodesmus
- †Caedocyon
- †Ectopocynus
- †Enhydrocyon
- †Hesperocyon
- †Mesocyon
- †Osbornodon
- †Paraenhydrocyon
- †Philotrox
- †Sunkahetanka

## Galerij

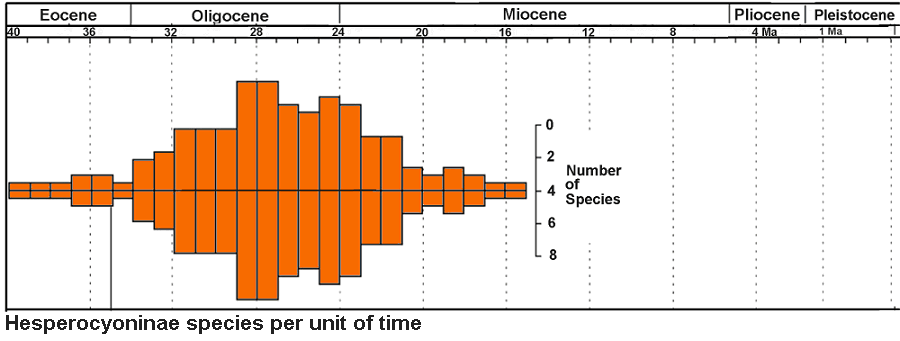
Fluctuatie van het aantal soorten behorende tot Hesperocyoninae.
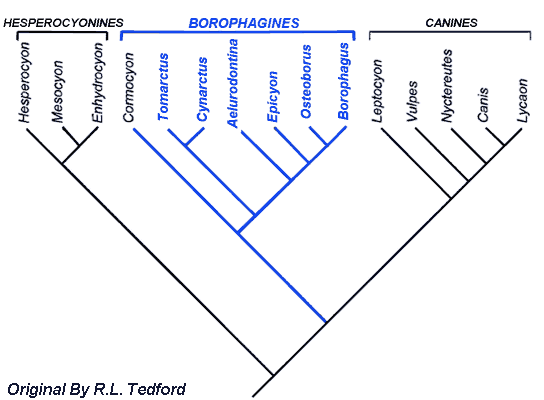
Fylogenetische stamboom.
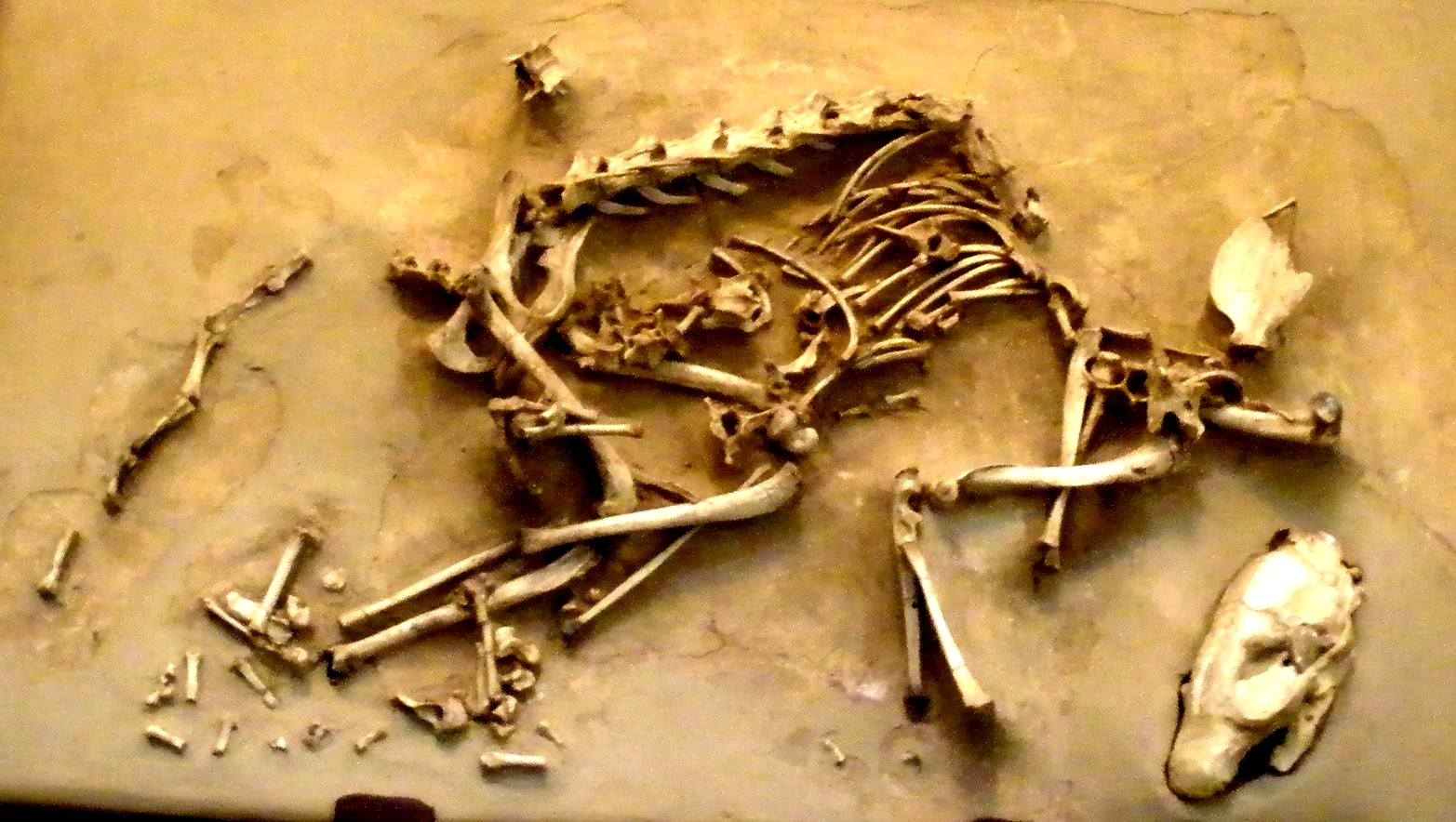
Hesperocyon gregarius, waarschijnlijk het primitiefste geslacht van de groep.
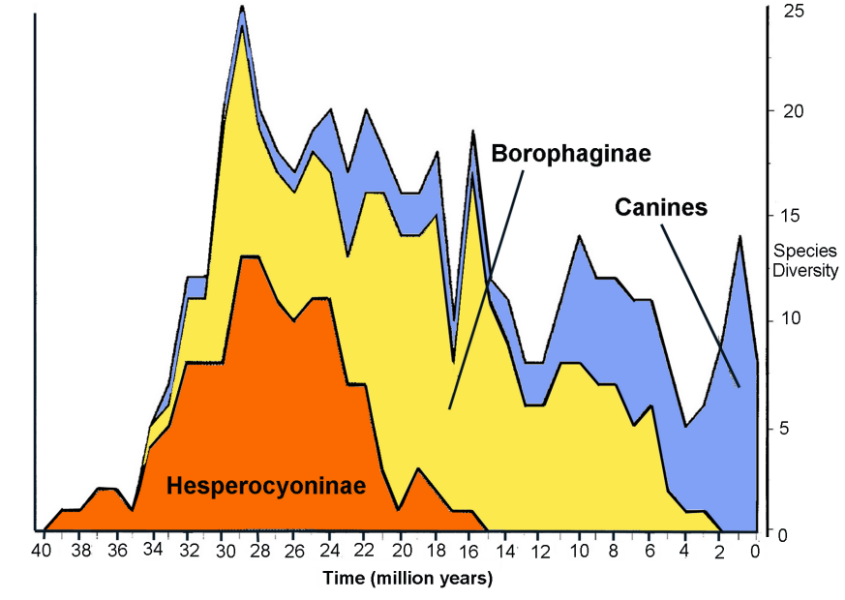
Tabel van diversiteit binnen de Canidae.
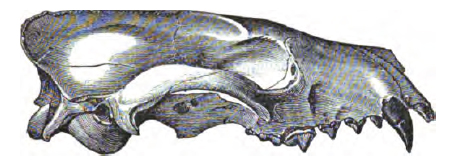
Schedel van Mesocyon.